# クリスティアン・ラウテンシュラガー
クリスティアン・ラウテンシュラガー（Christian Friedrich Lautenschlager、1877年4月13日 - 1954年1月3日）は、1900年代から1920年代にかけて活躍したドイツのレーシングドライバーである。ダイムラー社（Daimler Motoren Gesellschaft、DMG）のワークスドライバーとして知られる。1908年フランスグランプリの優勝者であり、これは「メルセデス」にとって、グランプリレースにおける最初の優勝となった。

## 経歴
ヴュルテンベルク王国・シュトゥットガルト近郊のマクシュタットで生まれた。
14歳の時にシュトゥットガルトの会社で機械工となったのを振り出しに、ヨーロッパ中を旅していくつかの仕事に就いた。

### ダイムラー
1899年、22歳の時にシュトゥットガルトに戻り、機械工（整備士）としてダイムラー社に入る。1905年に運転部門の主任となり、慣らし運転の担当をするようになり、レースにもライディングメカニックとして参加するようになった。

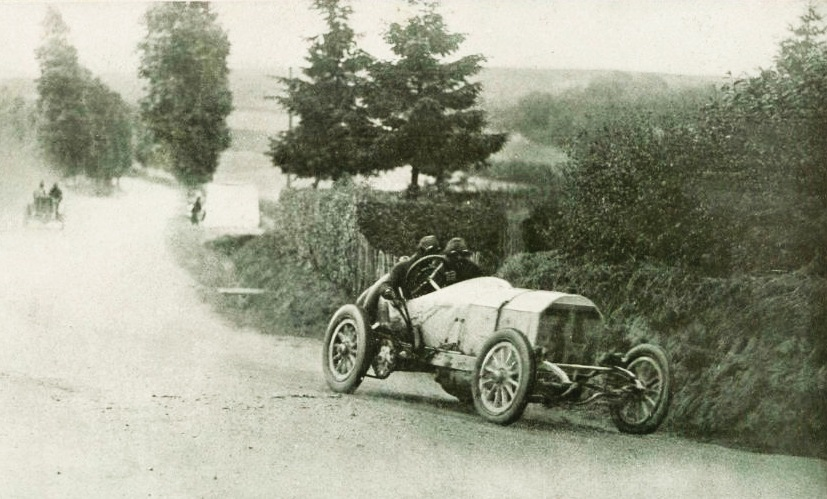
1908年フランスグランプリ

1908年には同社のワークスチームのドライバーとなり、同年のフランスグランプリ（史上3回目のグランプリレース）でいきなり優勝して、メルセデスに最初のグランプリ優勝をもたらした。この優勝によってラウテンシュラガーはただのテストドライバーから一躍、世界的なトップドライバーとして認知されるようになった。しかし、このレース以降、自動車メーカー同士の取り決めによりワークス活動が自粛されるようになったため、数年の間、レースから離れることとなる。

メルセデスのドライバーは非常に堅実に車をゴールに導いた。コーナーでは決して仕掛けず、タイヤを可能な限り温存することに徹した。彼の車はストレートで速く、それを活用してリードを築いたのだ。ゴールまで残り2周となった時点でメルセデスのピットにはもはや交換用の新品のタイヤは残っていなかったが、幸いなことにタイヤ交換の必要はなく、メルセデスは勝利した。
—ジェラルド・ローズ（1908年フランスグランプリ）

1913年にメルセデスチームはヨーロッパにおけるレース活動を再開し、1914年フランスグランプリで、マックス・ザイラーのアシストもあってラウテンシュラガーは優勝し、メルセデスチームは1-2-3フィニッシュを遂げた。これにより、ラウテンシュラガーはドライバーとしての名声を大いに高めることとなる。
しかし、フランスグランプリ開催の翌8月に第一次世界大戦が勃発したことで、ヨーロッパの自動車レースは中止となり、ラウテンシュラガーがレースに戻るのは戦後まで待たねばならなかった。
1922年にメルセデスチームがレースに復帰した時、ラウテンシュラガーはすでに40代半ばとなっており、レースには不定期に参戦し、大きな成功を収めることもなくなった。
1924年限りでレーシングドライバーとしては引退し、その後は引退するまでダイムラー・ベンツの車両検査部門でテストドライバーとして働いた。